# Надсемейство
Надсеме́йство (лат. superfamilia) — один из производных рангов иерархической классификации в биологической систематике.
В иерархии систематических категорий надсемейство стоит ниже отряда и выше семейства.
Например, семейства бабочек парусники (Papilionidae), белянки (Pieridae), голубянки (Lycaenidae) и нимфалиды (Nymphalidae) объединяются в надсемейство Papilionoidea.
Названия надсемейств образуются по правилам, регулируемым международными кодексами зоологической и ботанической номенклатуры. В зоологии название надсемейства образуется от названия типового рода, к основе которого добавляется стандартное окончание -oidea; в ботанике к основе названия типового рода добавляется стандартное окончание -acea.
Например, род Geometra семейства пяденицы: основа Geometr- и окончание -oidea дают название надсемейства Geometroidea.